# Stállojávrásj
Stállojávrásj, enligt tidigare ortografi Stallojauratj, är en sjö i Jokkmokks kommun i Lappland och ingår i Luleälvens huvudavrinningsområde. Stállojávrásj ligger i Padjelanta Natura 2000-område. Sjön avvattnas av Stállojågåsj.